# Instituto Goddard para Estudos Espaciais
O Instituto Goddard para Estudos Espaciais (inglês: Goddard Institute for Space Studies, ou GISS) estuda mudança climática como parte do Centro de Voos Espaciais Goddard da agência espacial estadunidense NASA, afiliado à Universidade de Columbia na cidade de Nova York.
James Hansen, um cientista líder em climatologia conhecido como o "avô do aquecimento global", foi diretor do Instituto de 1981 a 2013 quando se aposentou. Seu vice, Gavin Schmidt, o substituiu em 2014.